# 38 Dywizja Piechoty (III Rzesza)
38 Dywizja Piechoty (niem. 38. Infanterie-Division) – niemiecka dywizja z czasów II wojny światowej, rozbita w trakcie walk w ZSRR.

## Formowanie i szlak bojowy
Sformowana na mocy rozkazu 8 lipca 1942 roku przez III Okręg Wojskowy, miejsce sformowania poligon Munsterlager, później przeniesiono formowanie do rejonu Hagi. Utworzona w 20. fali mobilizacyjnej.
Dywizja początkowo stacjonowała w okupowanej Holandii i Francji. Na początku 1943 została skierowana na front wschodni do Grupy Armii Południe. Walczyła nad Dońcem i brała udział w walkach nad Dnieprem. Jesienią 1943 została niemal doszczętnie zniszczona przez Armię Czerwoną, to spowodowało że 23 października została rozwiązana. Ocalałe niedobitki włączono do 276 Dywizji Piechoty.

## Dowódcy dywizji
- gen. por. Friedrich-Georg Eberhardt 25 VI 1942 – 25 VIII 1943;
- gen. mjr Knut Eberding 25 VIII 1943 – 14 XI 1943

## Struktura organizacyjna
- Skład w lipcu 1942:

108. i 112 pułk piechoty, 138 pułk artylerii, 138 batalion pionierów, 138 oddział przeciwpancerno – rozpoznawczy, 138 oddział łączności.